# Stor-Mörtträsket
Stor-Mörtträsket är en sjö i Vindelns kommun i Västerbotten och ingår i Umeälvens huvudavrinningsområde. Sjön har en area på 0,738 kvadratkilometer och ligger 217,2 meter över havet. Stor-Mörtträsket ligger i Vindelälven Natura 2000-område. Sjön avvattnas av vattendraget Björkträskbäcken.

## Delavrinningsområde
Stor-Mörtträsket ingår i det delavrinningsområde (715324-167309) som SMHI kallar för Utloppet av Stormörtträsket. Medelhöjden är 251 meter över havet och ytan är 11,05 kvadratkilometer. Det finns inga avrinningsområden uppströms utan avrinningsområdet är högsta punkten. Björkträskbäcken som avvattnar avrinningsområdet har biflödesordning 3, vilket innebär att vattnet flödar genom totalt 3 vattendrag innan det når havet efter 144 kilometer. Avrinningsområdet består mestadels av skog (86 procent). Avrinningsområdet har 1,06 kvadratkilometer vattenytor vilket ger det en sjöprocent på 9,6 procent.